# 拉韦吕讷
拉韦吕讷（法語：Lavérune，法語發音：[laveʁyn]）是法国埃罗省的一个市镇，属于蒙彼利埃区。

## 地理
拉韦吕讷（43°35'8"N, 3°48'20"E）面积7.18 平方千米，位于法国奧克西塔尼大區埃罗省，该省份为法国南部沿海省份，南濒地中海，西南接奥德省，西北接塔恩省和阿韦龙省，东北与加尔省接壤。
与拉韦吕讷接壤的市镇（或旧市镇、城区）包括：瑞维尼亚克、皮尼昂、圣乔治多尔克、圣让德韦达斯、索桑。

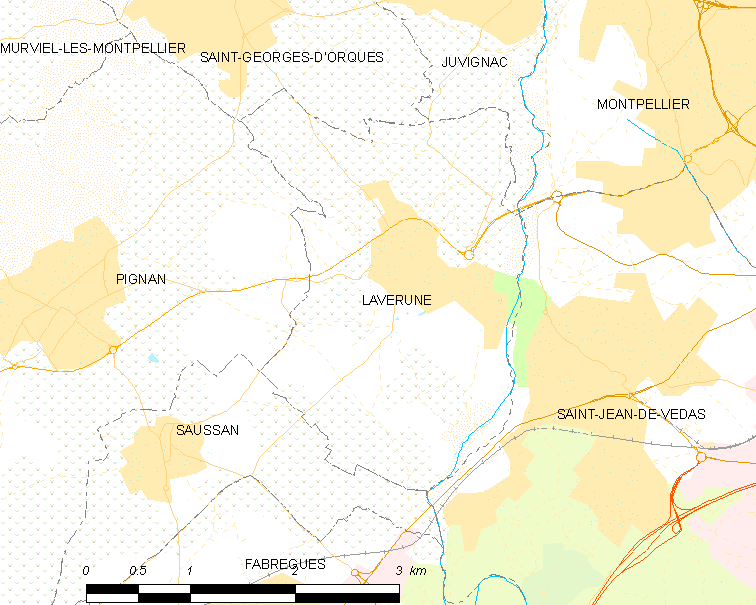
拉韦吕讷的OSM定位图

拉韦吕讷的时区为UTC+01:00、UTC+02:00（夏令时）。

## 行政
拉韦吕讷的邮政编码为34880，INSEE市镇编码为34134。

## 政治
拉韦吕讷所属的省级选区为拉特县。

## 人口

1962-2008年间拉韦吕讷人口变化图示

拉韦吕讷于2022年1月1日时的人口数量为3298人。